# 曾宝宝
曾宝宝，花样年非执行董事。

## 经历
- 1996年创办花样年，1998年开始在房地产起步。[2]
- 2023年9月25日，曾宝宝任非执行董事。[3]

## 新闻事件
- 2009年11月25日，花样年（01777，HK）在香港正式挂牌。曾宝宝作为创办人兼执行董事和大股东，拥有65%的股票，市值约70亿港元[4]。
- 花样年于2009年11月17日截止招股，无论在国际配售还是公开发售方面，花样年均得到了相当有力的追捧。公开招股结果更显示，花样年公开发售超额认购高达159倍。[5]